# Marie Lang
Pour les articles homonymes, voir Lang.
Marie Lang, née Marie Katharina Auguste Friederike Wisgrill le 8 mars 1858 à Vienne (Empire autrichien) et morte le 14 octobre 1934 à Altmünster, est une féministe, théosophe et éditrice autrichienne.
Marie Lang grandit dans une famille libérale de classe moyenne supérieure. Après avoir divorcé de son premier mari en 1884, elle épouse Edmund Lang. Ils tiennent un salon littéraire influent regroupant politiciens et intellectuels. Rejoignant le mouvement des femmes vers la fin des années 1880, elle devient rapidement une militante influente des droits des femmes. En 1893, avec Auguste Fickert et Rosa Mayreder, elle fonde l'Allgemeiner Österreichischer Frauenverein (de) (AÖFV, Association générale des femmes autrichiennes). Malgré les dispositions de l'article 30 de la loi régissant les associations, qui interdisent la participation politique des femmes, les trois amies utilisent leurs réseaux influents de politiciens et d'intellectuels pour faire pression afin de changer les lois régissant les droits civils des femmes et des enfants et pour le droit de vote des femmes. En 1898, Marie Lang cofonde la revue féminine Dokumente der Frauen (Documents des femmes) dont elle est rédactrice en chef jusqu'en 1902.
En 1902, Marie Lang assiste à la conférence de la Fédération abolitionniste internationale à Londres et visite la communauté de Passmore Edwards (en), alors qu'elle devient une défendeuse des programmes de protection sociale. De retour en Autriche, elle donne des conférences pour l'AÖFV sur le Settlement movement et organise la Verein Wiener Settlement (de), siégeant à son conseil jusqu'en 1909. En 1901, elle fonde la maison communautaire Ottakring, qui permet aux femmes d'y recevoir des aides sociales. Rejoignant le Comité sur le droit de vote des femmes en 1905, elle travaille activement pour changer l'article 30 et obtenir le droit de vote des femmes. Pendant la Première Guerre mondiale, elle travaille dans un hôpital de guerre et pratique la physiothérapie. Son mari meurt en 1918. Deux ans plus tard, elle arrête ses activités avec la Settlement Society pour consacrer à sa famille.
On se souvient d'elle comme l'une des figures de proue du mouvement des femmes du début du siècle en Autriche. La Settlement Society qu'elle a fondée reste en activité jusqu'en 2003 et est la pionnière de nombreux services sociaux en Autriche, tels que la formation des adultes, les gardes d'enfants et la maïeutique, les centres de vacances et de loisirs et le traitement de la tuberculose.

## Jeunesse

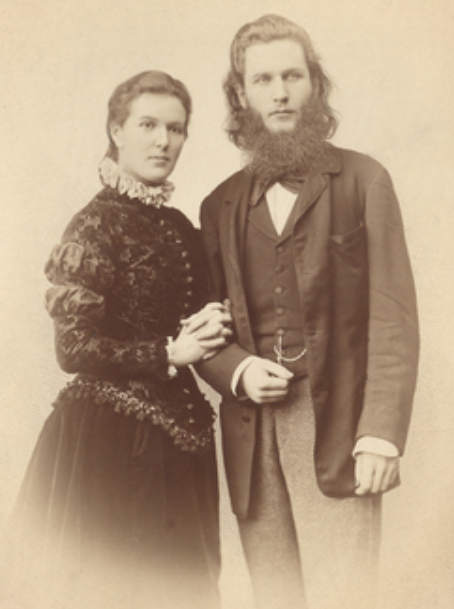
Marie et Theodor Köchert, vers 1880–1884

Marie Wisgrill est née d'Émilie (née Scholz) et de Karl Wisgrill (également connu sous le nom de Carl Matthias Wissgrill),. Sa famille fait partie de la petite classe moyenne supérieure libérale viennoise. Sa mère est une actrice et la nièce du comédien Wenzel Scholz (de). Son père est un maître charpentieret, partisan de la liberté civile, il a soutenu les Révolutions de 1848. Wisgrill est éduquée à domicile par un professeur du gymnasium local.
En 1880 ou 1881, Wisgrill épouse le joaillier de la cour Theodor Köchert. Ils ont un fils, Erich, avant de se séparer en 1884,. Comme l'exigent les conventions juridiques de l'époque, elle perd la garde de son fils en faveur de Köchert à la suite du divorce mais la mère et le fils restent proches. Alors mariée, elle rencontre Edmund Lang, un avocat juif, qui est le beau-frère de Theodor, par le mariage de Heinrich Köchert avec Melanie Lang. En 1885, Wisgrill et Edmund ont un fils, Heinz, et se marient peu après. Pour leur mariage, Edmund se convertit au protestantisme. En 1886, ils ont eu un deuxième fils, Erwin qui devient peintre et épouse la danseuse Grete Wiesenthal par la suite.

## Carrière
Les Lang tiennent un salon littéraire actif dans Vienne où ils accueillent artistes et politiciens presque tous les soirs. Ils passent également l'été avec une colonie d'amis à Grinzing au Schloß Belle Vue, connu comme l'endroit où Sigmund Freud vécut son rêve, l'injection faite à Irma. Le couple a également créé un groupe d'étude théosophique avec Frederick Eckstein (en) et Franz Hartmann. En 1888, ils rencontrent Rudolf Steiner, un philosophe, et Rosa Mayreder, amie de Lang, et les initient à la littérature théosophique. Les femmes deviennent toutes deux influentes dans le développement de Steiner. Mayreder et lui continuent à correspondre pendant de nombreuses années. Steiner affirme Lang est l'âme du cercle et que c'est sa personnalité et son intérêt pour la théosophie qui encouragent la participation des membres du groupe ayant des points de vue différents. Son hospitalité s'est étendue au compositeur Hugo Wolf, pour qui elle s'est occupée de sa maison pendant de nombreuses semaines durant sa maladie.
À la fin des années 1880, Lang découvre le mouvement des femmes par le biais de ses amis, Auguste Fickert et Rosa Mayreder. Elle devient rapidement l'une des militantes des droits des femmes les plus éminentes de son époque. Rosa Mayreder est marraine de Lilith, la fille de Lang née en 1891. En 1893, l'Allgemeiner Österreichischer Frauenverein (de) (AÖFV, Association générale des femmes autrichiennes) est formée par Lang, Fickert et Mayreder et est l'une des organisations radicales du mouvement des femmes viennoises,,. Davantage apparentée aux organisations pour travailleurs qu'aux groupes de femmes des classes moyennes et supérieures, concentrées sur l'action caritative, l'AOF défend les droits de la classe ouvrière à l'emploi, à l'éducation, à la protection juridique des pauvres, et à l'abolition des lois réglementant la prostitution,. Malgré l'article 30 du Vereinsgesetz (la loi qui spécifiait les règles publiques pour les associations privées), qui interdit aux femmes de participer à la vie politique,   Fickert, qui dirige l'organisation, vise spécifiquement à influencer la politique. Utilisant leurs réseaux personnels et leurs liens avec les politiciens, Fickert, Lang et Mayreder  font pression pour des changements de lois touchant à la prostitution, pour l'abolition des lois exigeant le célibat des enseignantes et elles militent en faveur du droit de vote des femmes. Lang préconise également une législation pour protéger les mères célibataires et leurs enfants illégitimes,. L'AÖFV devient « une des organisations féminines les plus influentes dans la Vienne du fin-de-siècle, changeant le visage de la politique et de la société pour les femmes ».

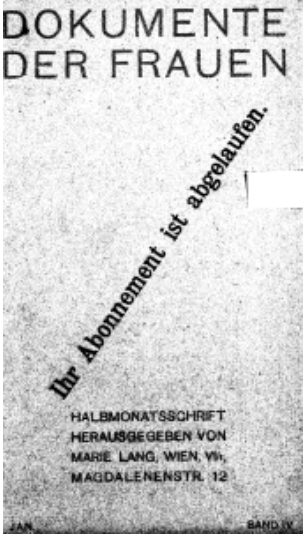
Dokumente der Frauen, 1901

Marie Lang soutient les artistes de la sécession viennoise dirigés par Gustav Klimt. Les artistes modernistes et les féministes sont généralement soutenus par une intelligentsia éduquée, et bien qu'elles ne sont pas autorisées à participer aux réunions de la sécession viennoise, les féministes voient des liens avec le mouvement artistique, car elles contestent aussi des valeurs dépassées. Marie Lang compare les travaux d'architectes tels Adolf Loos et Joseph Maria Olbrich ; des musiciens comme Gustav Mahler ; des peintres tels que Klimt; et des scénographes comme Alfred Roller comme des expressions de liberté face au rejet du patriarcat par les féministes.
En 1898, avec Auguste Fickert et Rosa Mayreder, Marie Lang cofonde, Dokumente der Frauen (Documents des femmes), qui est l'organe de presse de l'AÖFV et fait écho à la révolution artistique des Sécessionnistes. Le journal est un forum culturel et politique dans lequel les femmes expriment leurs vues sur la nécessité d'un changement sociétal. Lang officie comme rédactrice en chef, sollicitant d'autres écrivains, tandis que Fickert et Mayreder écrivent des articles pour le journal. En 1899, Fickert et Lang se disputent, Lang et Mayreder quittent le journal. Lang continue de publier Dokumente der Frauen jusqu'en 1902, date à laquelle l'argent manque pour maintenir la publication. Lang siège également à la commission de presse du Bund Österreichischer Frauenvereine (de) (Fédération des organisations féminines autrichiennes).
En 1898, Lang est choisie comme déléguée de l'AÖFV pour la conférence de la Fédération abolitionniste internationale qui se tient à Londres. Else Federn demande à Lang d'étudier le settlement mouvement pendant qu'elle est en Angleterre. Lang visite la communauté de Passmore Edwards (en) et est impressionnée par la façon dont cette communauté travaille à la résolution des problèmes. En offrant une formation de développement personnel et des services de garde d'enfants alors inconnus à l'époque,. Les maisons communautaires fournissent ces services sociaux qui sont désormais courants. Quand elle revient en Autriche, elle donne des conférences sur le settlement mouvement sous les auspices de l'AÖFV. L'année suivante, elle commence à organiser la création de la Verein Wiener Settlement (de). Entre 1901 et 1909, elle y sert comme vice-présidente, Karl Renner étant le président. Le premier projet de la Settlement Society est une cuisine scolaire qu'ils mettent en place à Brigittenau, bien qu'ils ne sont pas en mesure de trouver un bâtiment convenable pour le logement.
En 1901, Lang fonde l'Ottakring Settlement House pour venir en aide aux travailleuses,. Elle choisit Ottakring parce que c'est un des quartiers les plus peuplés de Vienne et qu'il y avait un besoin d'une alternative aux immeubles insalubres dans lesquels la plupart des ouvriers vivent. Elle embauche les créateurs sécessionnistes Josef Hoffmann, Koloman Moser et Roller pour rénover une vieille brasserie. Federn sert de directrice mais ne peut pas y établir de logement résidentiel communautaire comme en Angleterre. Au lieu de cela, la maison Oattkring sert de premier lieu de rassemblement pour les services sociaux qui ne sont pas financés par des associations caritatives. Sans avoir à être affiliés politiquement ou religieusement, les travailleurs peuvent bénéficier, pour une somme modique, de soins pour les femmes enceintes et pour les enfants et ont accès à une crèche pour les mères qui travaillent, une éducation mixte, des cours de cuisine et des soirées avec des spectacles musicaux ou des conférences.

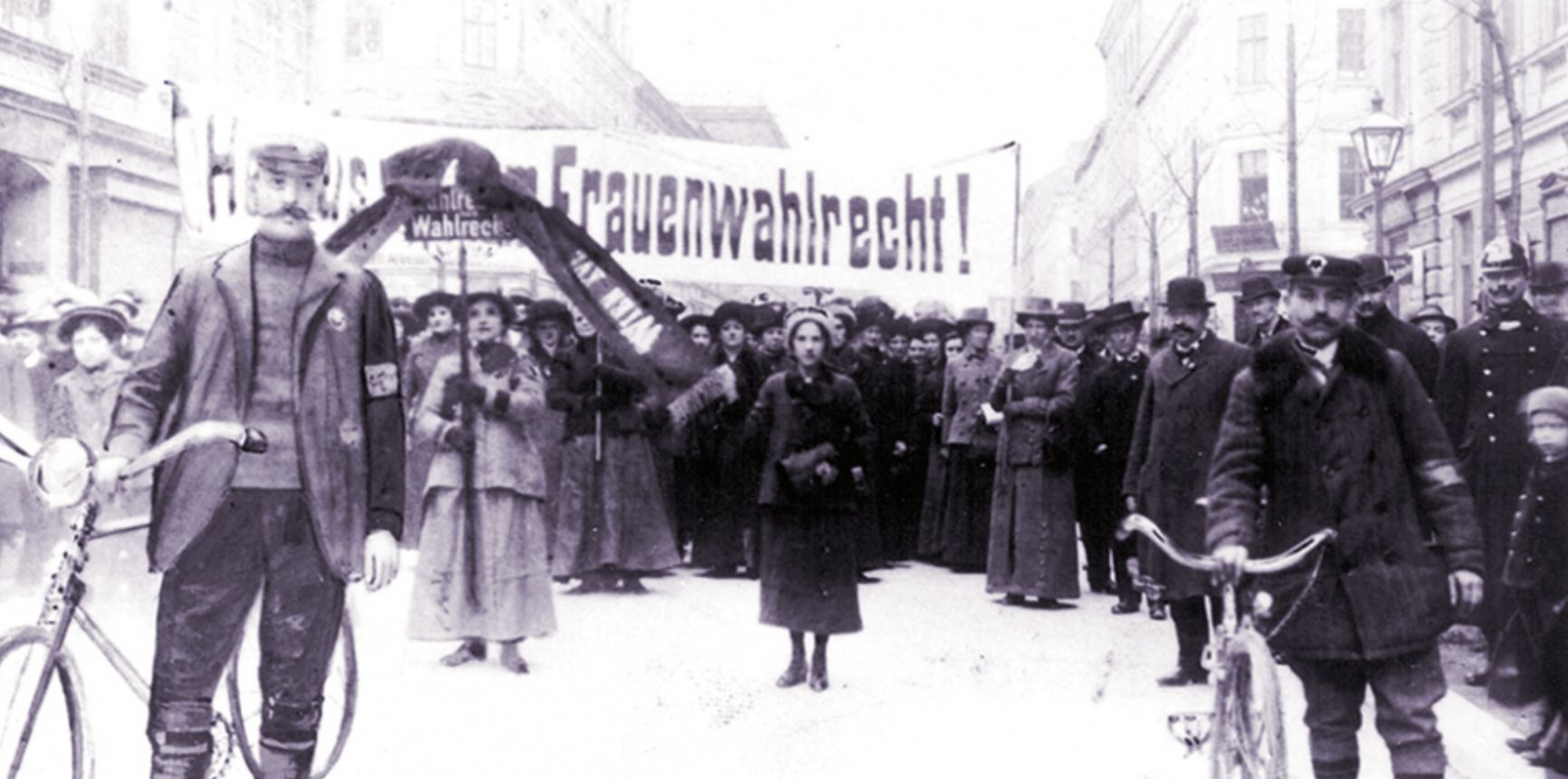
Manifestation à Ottakring pour le droit de vote des femmes (1913).

Lang est nommée pour siéger au comité de presse du Conseil international des femmes en 1903 et en 1904 et assiste au congrès de Berlin, à partir duquel l'Alliance internationale pour le suffrage des femmes est formée. Cette année-là, son fils, Heinz Lang, se suicide après une histoire d'amour ratée avec Lina Loos (de), épouse d'Adolf. Arthur Schnitzler écrit une pièce, Das Wort (de) (Le Mot) basée sur les événements tragiques qui ont conduit à la mort de Heinz,. Sa mort a un profond retentissement sur Lang. Pendant un temps, son engagement dans le mouvement des femmes diminue car elle croit qu'elle n'a pas le droit de conseiller d'autres femmes puisqu'elle a échoué à protéger son propre fils,. Heinz a un fils, Karl Friedrich "Peter" (1904–1947), qui est né d'Ida Oberndorfer après le décès de son père. Lang a accueilli l'enfant et l'a élevé.
En 1905, le Österreichisches Frauenstimmrechtskommittee (Comité autrichien pour le droit de vote des femmes) est fondé,. Il présente des pétitions aux deux chambres du parlement autrichien la même année. En 1907, ce comité soumet une pétition de 4000 signatures pour abolir la loi interdisant les organisations politiques féminines. En 1908, Lang représente le comité en tant que déléguée de l'Autriche au 4e congrès de International Woman Suffrage Alliance tenu à Amsterdam. Pendant la Première Guerre mondiale, Lang est physiothérapeute dans un hôpital militaire installé dans le Gymnasium d'Akademisches. Elle donne également de nombreuses consultations privées pour aider les femmes à trouver de l'aide,. Edmund meurt le 6 avril 1918, et plus tard, cette année-là, le 12 novembre, les femmes gagnent la franchise en Autriche. Pendant deux ans, Lang continue à travailler activement à la Maison Oattkring et prend sa retraite pour consacrer son temps à sa famille.

## Décès et héritage
Lang meurt le 14 octobre 1934 à Altmünster, où elle vivait sur le lac Traunsee avec son fils aîné Erich Köchert. On se souvient d'elle comme l'une des figures de proue du mouvement des femmes du début du siècle en Autriche. La Verein Vienna Settlement, qu'elle fonde, est la pionnière de la formation des adultes, des gardes d'enfants, de la maïeutique, des centres de vacances et de loisirs et du traitement de la tuberculose en Autriche. elle continua de fonctionner jusqu'en 2003, bien que plusieurs de ses programmes originaux soient devenus des services gouvernementaux.
En 2012, Marie-Lang-Weg (voie Marie Lang) lui est dédiée à Blaustein, en Allemagne. En 2016, une rue portant le même nom dans le quartier Floridsdorf de Vienne, près du Gaswerk Leopoldau (de), est nommée en son honneur,.
La fille de Lang, Lilith, épouse Emil von Förster, fils de l'architecte Emil Ritter von Förster (de). Parmi les fils du couple, Heinz von Foerster devient un médecin reconnu aux États-Unis et Uzzi Förster (de) un musicien qui introduit le jazz en Autriche. Le livret de famille, laissé par Lilith est à la Wiener Privatbesitz (Collection privée viennoise) et protégé par l'Office fédéral des monuments.